# کارلوس پاچام
کارلوس پاچام (۲۵ فوریهٔ ۱۹۴۴) یک بازیکن فوتبال اهل آرژانتین است. وی همچنین در تیم ملی فوتبال آرژانتین بازی کرده‌است.
از باشگاه‌هایی که در آن بازی کرده‌است می‌توان به باشگاه فوتبال استودیانتس، باشگاه فوتبال بوکا جونیورز اشاره کرد.